# Shylock (film 1912)
Shylock è un cortometraggio muto del 1912 diretto da Henri Desfontaines.

## Produzione
Il film fu prodotto dalla Société Générale des Cinématographes Éclipse.

## Distribuzione
Il film fu distribuito in Francia dalla Société Générale des Cinématographes Éclipse nel 1912 e negli Stati Uniti dalla Kleine Optical Company il 3 marzo 1913.